# Вольф, Мария Каролина
Мария Каролина Вольф (урождённая — Бенда) (нем. Maria Carolina Benda; крещена 27 декабря 1742, Берлин — 2 августа 1820, Веймар) — немецкая пианистка, оперная певица (гоф) и композитор, певица

, актриса

.

## Биография
Родилась в семье богемского музыканта Франтишека Бенда, служившего первым скрипачом и композитором при дворе прусского короля Фридрих II, её тетя Анна Франтишка Гатташ, камерная певица и дядя Иржи Антонин Бенда, дирижёр, служили при дворе герцога Готы. Мария Каролина училась играть на фортепиано и петь у своего отца.
После смерти матери в 1758 году она занималась домашним хозяйством. В 1761 г. вместе с отцом отправилась в концертный тур по городам Гота, Веймар и Рудольштадт, во время которого её отец вторично женился на горничной у герцогини Саксен-Веймар-Эйзенахской Анны Амалии Брауншвейгской. При веймарском дворе Мария Каролина встретила и познакомилась с гофконцертмейстером, дирижёром, пианистом и композитором Эрнстом Вильгельмом Вольфом, который был также преподавателем игры на фортепиано герцогини. Мария Каролина стала придворной певицей. Они регулярно встречались для еженедельных концертов, организованных герцогиней. Два года спустя 28 августа 1770 г. пара поженилась. Анна Амалия взяла на себя расходы на свадьбу, так как хотела удержать двух музыкальных деятелей в Веймаре.
В 1775 Анна Амалия Брауншвейгская передала управление герцогством своему сыну Карлу Августу. Эрнст Вильгельм Вольф остался придворным дирижёром, а Мария и дальше — придворной певицей. При веймарском дворе культивировался интерес к оперному театру Liebhabertheater , созданному в 1776 году Гёте.
Мария Вольф выступала в спектаклях, как актриса и певица, а её муж писал для них арии. Они были напечатаны в журнале «Der Teutsche Merkur», как 51 ария лучших немецких поэтов с мелодиями и в песеннике «Mildheimischen Liederbuch».
Вместе с Эрнстом Вильгельмом Вольфом совершила несколько концертных туров в Потсдам и Берлин, где Фридрих II предложил Вольфу должность при прусском дворе, освободившуюся после ухода Карла Филиппа Эммануила Баха, но Вольф, по-видимому, по настоянию своей жены, отказался от этого предложения.
Муж Марии Вольф умер в 1792 г., а она и в дальнейшем жила в Веймаре до своей смерти 2 августа 1820 г.

## Основные работы
- К розе . В: Der Teutsche Merkur . 1779 г., 3-я четверть
- Роза . В: Der Teutsche Merkur . 1779 г., 4 квартал
- «Солнце садится ярче». В: Der Teutsche Merkur 1785, 4-я четверть.
- Сон бедного Сушена: «Мне приснилось, как будто это было в полночь ...» ( автор текста : Готфрид Август Бюргер ). В: Фридрих Карл фон Эрлах (Hrsg.): Die Volkslieder der Deutschen: полное собрание прекрасных немецких народных песен середины пятнадцатого до первой половины девятнадцатого века. Том 5. Hoff, Mannheim 1836, стр. 44-45.